# Chaetodon assarius
Chaetodon assarius là một loài cá biển thuộc chi Cá bướm trong họ Cá bướm. Loài này được mô tả lần đầu tiên vào năm 1905.

## Từ nguyên
Tính từ định danh assarius trong tiếng Latinh mang nghĩa là "bị quay, nướng", hàm ý không rõ, có lẽ đề cập đến màu nâu của loài cá này.

## Phạm vi phân bố và môi trường sống
C. assarius là loài đặc hữu của Tây Úc, có phân bố trải dài từ quần đảo Montebelo đến quần đảo Recherche; những ghi nhận của loài này tại đảo Bali (Indonesia) là do nhầm lẫn với Chaetodon guentheri.
C. assarius sống tập trung trên các rạn san hô viền bờ và nền đáy cát mọc nhiều rong cỏ ở độ sâu đến ít nhất là 40 m.

## Mô tả
C. assarius có chiều dài cơ thể lớn nhất được ghi nhận là 13 cm. Loài này có màu nâu xám nhạt (trắng hơn ở thân dưới và bụng) với các chấm nâu xếp thành 5 hàng dọc ở thân trên. Đầu có một dải đen băng dọc qua mắt. Thân sau có một dải nâu sẫm từ cuống đuôi kéo dài xuống khắp vây hậu môn. Ở cuối vây lưng có một đốm đen viền trắng. Rìa vây lưng và vây hậu môn có dải màu trắng xanh. Vây bụng màu trắng. Vây ngực trong suốt. Vây đuôi trong mờ, trắng ở gốc.
Kiểu hình của C. assarius khá giống với Chaetodon sedentarius, một loài được phân bố ở Đại Tây Dương, tuy nhiên C. sedentarius trưởng thành không có đốm đen viền trắng ở cuối vây lưng như C. assarius.
Số gai ở vây lưng: 12–13; Số tia vây ở vây lưng: 21–22; Số gai ở vây hậu môn: 3; Số tia vây ở vây hậu môn: 18–19; Số tia vây ở vây ngực: 14–15; Số gai ở vây bụng: 1; Số tia vây ở vây bụng: 5; Số vảy đường bên: 37–43.

## Sinh thái học
Thức ăn của C. assarius bao gồm tảo và động vật phù du, thường hợp thành đàn và cùng nhau kiếm ăn.

## Thương mại
C. assarius chưa được thu thập trong các hoạt động kinh doanh cá cảnh.